# Кебанъёль (сельское поселение)
Кебанъёль — административно-территориальная единица (административная территория посёлок сельского типа с подчинённой ему территорией) и муниципальное образование (сельское поселение с полным официальным наименованием муниципальное образование сельского поселения «Кебанъёль») в составе муниципального района Усть-Куломского в Республике Коми Российской Федерации.
Административный центр и единственный населённый пункт — посёлок Кебанъёль.

## История
Статус и границы административной территории установлены Законом Республики Коми от 6 марта 2006 года № 13-РЗ «Об административно-территориальном устройстве Республики Коми». 
Статус и границы сельского поселения установлены Законом Республики Коми от 5 марта 2005 года № 11-РЗ «О территориальной организации местного самоуправления в Республике Коми».

## Население
| 2010  | 2011  | 2012  | 2013  | 2014  | 2015  | 2016  |
| ----- | ----- | ----- | ----- | ----- | ----- | ----- |
| 1684  | ↘1663 | ↘1636 | ↘1616 | ↘1605 | ↗1607 | ↘1578 |
| 2017  | 2018  | 2019  | 2020  | 2021  |       |       |
| ↘1572 | ↗1596 | ↘1572 | ↘1535 | ↘1431 |       |       |